# Bomberman Land
Bomberman Land es el primer juego de la serie Bomberman Land, que conmemora 15 años de la franquicia Bomberman. La meta del jugador es recoger 125 piezas B-CARD obtenidas en las aventuras dentro del parque temático de Bomberman Land.
- Datos: Q2909719